# Arthur N. Holcombe
Arthur Norman Holcombe (3 novembre 1884 - 9 décembre 1977) est un politologue et universitaire américain qui enseigne à l'Université Harvard de 1910 jusqu'à sa retraite en 1955. Il est connu pour ses études sur la structure gouvernementale.

## Biographie
Arthur N. Holcombe est né à Winchester, Massachusetts, le 3 novembre 1884. Il obtient un BA à l'Université Harvard en 1906 et un doctorat en 1909. Le 30 août 1910, il épouse Carolyn H. Crossett. Ils ont cinq enfants. En 1964, il épouse Hadassah Moore Leeds Parrot.
Holcombe partage sa carrière entre la fonction publique et l'enseignement. Il est président de l'American Political Science Association en 1936. On lui attribue l'établissement de la philosophie et de la théorie politiques comme disciplines de base dans le programme d'études gouvernementales de l'Université Harvard, où il est professeur de gouvernement, de 1910 à 1955. Il a comme étudiants John F. Kennedy, Henry Kissinger et Henry Cabot Lodge.
En 1949, il assiste Chiang Kaï-shek dans la rédaction d'une constitution pour Taïwan. En 1955, il prend sa retraite en tant que professeur Eaton des sciences du gouvernement pour devenir président du comité chargé d'étudier l'Organisation de la paix, une filiale de l'Association américaine pour les Nations Unies.
Holcombe est décédé à Gwynedd, Pennsylvanie le 9 décembre 1977,.

## Travaux
- Arthur N. Holcombe, State Government in the United States, The Macmillan Company, 1919 (lire en ligne)
- Arthur N. Holcombe, The Spirit of the Chinese Revolution., New York, Alfred Knopf, 1930 (ISBN 978-1-4437-8540-2, lire en ligne)
- Arthur Norman Holcombe, The Chinese Revolution: A Phase in the Regeneration of a World Power, Cambridge, MA, Harvard University Press, 1930
- Arthur N. Holcombe, The Middle Classes in American Politics (Cambridge, Mass: Harvard University Press, 1940).
- Human Rights in the Modern World, New York University Press, 1948 (lire en ligne)
- Our More Perfect Union: From Eighteenth-Century Principles to Twentieth-Century Practice, Harvard University Press, 1950 (ISBN 978-0-674-64650-6)
- A strategy of peace in a changing world, Cambridge, Massachusetts, Harvard University Press, 1967 (lire en ligne )